# Atheta autumnalis
Atheta autumnalis är en skalbaggsart som först beskrevs av Wilhelm Ferdinand Erichson 1839.  Atheta autumnalis ingår i släktet Atheta, och familjen kortvingar. Enligt den finländska rödlistan är arten sårbar i Finland. Enligt den svenska rödlistan är arten otillräckligt studerad i Sverige. Arten förekommer i Svealand, Nedre Norrland och Övre Norrland. Artens livsmiljö är sjö- och älvstränder.